# سيزار رودريغيز
سيزار رودريغيز (بالإسبانية: César Eduardo Rodríguez)‏ (21 سبتمبر 1967 - ) هو لاعب كرة قدم بيروفي يلعب كلاعب وسط.

## روابط خارجية
- سيزار رودريغيز على موقع ناشيونال فوتبول تيمز (الإنجليزية)